# Die Toten von Hameln
Die Toten von Hameln ist ein Spielfilm von Christian von Castelberg aus dem Jahr 2014. In den Hauptrollen agieren Julia Koschitz als Chorleiterin Johanna Bischoff, Matthias Habich als Johannas Vater, Bjarne Mädel als ehemaliger Lebensgefährte und Ruth Reinecke als Johannas Tante, in tragenden Rollen Hannes Wegener, Luise Befort, Lilli Fichtner, Charley Ann Schmutzler und Camille Dombrowsky.
Chorleiterin Johanna Bischoff gibt ein Konzert in ihrer alten Heimatstadt Hameln. Dort muss sie sich notgedrungen mit ihrer Vergangenheit auseinandersetzen.

## Handlung
Johanna Bischoff, die einen Mädchenchor leitet, ist unterwegs in ihre Heimatstadt Hameln, wo ein Konzert auf dem Programm steht.  Als sie während der Busfahrt kurz einschläft, sieht sie sich in ihre Kindheit zurückversetzt und wird mit einem Toten konfrontiert. Johanna ist froh, als sie hochschreckt. Natürlich besucht sie bei dieser Gelegenheit auch ihren Vater Dr. Georg Bischoff, der mit ihrer Tante Charlotte in Johannas Elternhaus zusammenlebt.
Bevor die Mädchen ihren Auftritt haben, unternehmen sie zusammen mit Johanna und dem jungen Organisten David Fernandez, mit dem Johanna eine Liebesbeziehung hat, eine Wanderung im Ith, einem dortigen Gebirgszug. Vier der Mädchen sondern sich in Nähe der Rothesteinhöhle ab und bleiben verschwunden. In die genannte Höhle des sagenumwobenen Berges soll der Rattenfänger von Hameln vor etwa 725 Jahren Kinder geführt haben, die nie wieder gesehen wurden. Auch David Fernandez, der die Mädchen suchen wollte, taucht nicht wieder auf.
Hilfesuchend wendet sich Johanna an ihren ehemaligen Freund Jan Faber, der inzwischen Leiter des ortsansässigen Polizeireviers ist. Er stellt fest, dass es einen Einsturz im vorderen Höhlenbereich gab, der erst kurz zuvor geschehen sein muss. Heinz Sewening und sein Team werden mobilisiert, um die Gegebenheiten in der Höhle auszukundschaften und einen Rettungsplan zu erstellen.
Johannas Vorgesetzte Beate Lange reist an und macht ihr bittere Vorwürfe, die darin gipfeln, dass sie meint, sie müsse ihr kündigen. Sie solle zu Gott beten, dass diese Sache gut ausgehe, sonst würde sie und auch sie selbst ihres Lebens nicht mehr froh. Zudem reisen die Eltern der vermissten Schülerinnen an. Johanna, die sowieso instabil ist, ist am Boden zerstört. Nachdem sie eingeschlafen ist, wird sie von einem Anruf auf ihrem Handy geweckt. Die verschwundene Ilka Peters ist dran und stammelt, alle seien tot. Dann bricht die Verbindung ab. Als Johanna sich in dem Gebiet noch einmal umschaut, stößt sie mehr zufällig auf Ilka, die total verwirrt ist. Sie meint, Marie habe geschrien und dann sei auch schon die ganze Erde runtergekommen. Im Krankenhaus wird bei ihr ein schwerer Schock diagnostiziert und zwei leichtere Verstauchungen.
Als Johanna von ihrem Vater, ehemaliger Bürgermeister von Hameln, Auskünfte über einen Archäologen Rudmann haben will, der seinerzeit in der Höhle nach Kindern suchen wollte und kurz darauf tödlich verunglückt ist, wie sie von Jan Faber erfahren hat, wollen weder ihr Vater noch ihre Tante davon etwas wissen. Johanna ist überzeugt, dass sie angelogen wird. Die Tochter des Archäologen gestattet Johanna, sich in den Unterlagen ihres Vaters umzusehen. Johanna findet eine Zeichnung und ist anhand dieser fest davon überzeugt, dass die Verschollenen in der Spiegelberghöhle sind. Die Einsatzgruppe glaubt nicht daran, da sich diese Höhle auf der entgegengesetzten Seite des Berges befindet. Johanna macht sich daraufhin allein auf den Weg. Sie weiß nicht, dass ihr Vater den Einsatzkräften inzwischen gesagt hat, dass sie gut daran täten, Johanna zu glauben. Es gebe im Berg eine Verbindung der beiden Höhlen. Johanna findet beim tieferen Eindringen in die Höhle viele Leichen; es scheinen junge Soldaten zu sein. Einem von ihnen nimmt sie sein Namensschild ab. Dann hört sie auch die Stimmen der Verschütteten und will Hilfe holen. Kaum hat sie die Höhle verlassen, trifft sie am Eingang auf Jan und ihre Tante, die ihr mit den Worten, sie müsse sie schützen, eine Spritze gibt. Nun schreitet Johannas Vater ein, die Mädchen können aus der Höhle befreit werden, David bleibt allerdings verschwunden.
Von ihrem Vater erfährt Johanna, dass er es war, der seinen älteren Bruder damals in der Hitlerzeit verraten hat, weil er, blutjung in den letzten Kriegstagen noch eingezogen, sich mit seinen Kameraden in der Spiegelberghöhle versteckt hielt, also desertiert war. Nach diesem Verrat wurden die jungen Männer allesamt standrechtlich erschossen und Georg Bischoff genötigt, selbst auf den Knopf zu drücken, der die Höhle mittels einer Sprengung verschloss. Rudmann hatte seine Verstrickung in diese Angelegenheit herausgefunden und ihn entsprechend unter Druck gesetzt, um Ausgrabungen in der Höhle genehmigt zu bekommen. Da er nicht lockerließ, erschlug Charlotte ihn, um das Familiengeheimnis zu wahren. Nur wenig später erschießt Georg Bischoff sich.
Auf Jans Frage, wann Johanna wieder abreise, meint sie, sie warte noch, bis David wieder da sei. Auf den Hinweis, man habe die Suche nach ihm eingestellt, meint sie nur, sie aber nicht. In der letzten Einstellung sieht man David auf dem Gelände oberhalb der Spiegelberghöhle. Tief einatmend lässt er sich dort auf einem Felsvorsprung nieder. In seiner Hand hält er eine Flöte.

## Produktion

### Produktionsnotizen
Im Abspann heißt es, der Film sei unter Verwendung von „Sieben Magnificat-Antiphonen für gemischten Chor (SATB) A cappella“ von Arvo Pärt entstanden. Gedankt wird dem Mädchenchor des Viktoria-Luise-Gymnasiums in Hameln unter der Leitung von Ute Sandfuchs. Die Aufnahmeleitung des Films hatten Klaus Richter und Cosmo Berger, die Produktionsleitung Sabine Bischof und die Herstellungsleitung Angela Gillner. Es handelt sich um eine Produktion der Ziegler Film GmbH & Co. KG im Auftrag des ZDF.

### Drehbucherläuterungen
Drehbuchautorin Annette Hess lebt in der Nähe von Hameln am Fuße des Ith, dem Berg, in den der Rattenfänger 130 Kinder geführt haben soll. Zusammen mit ihrer Schwester Christiane befasste sie sich intensiv mit der Sage und deren mystischem Ursprung und auch den verschiedenen Theorien dazu. Historiker stimmen weitgehend überein, dass der Sage vom Rattenfänger ein tatsächliches Ereignis zugrunde liegt. So besagt eine Theorie, die Kinder aus Hameln könnten 1284 einem heidnischen Sektenführer auf den Berg Ith gefolgt sein, wo sie bei einem Bergrutsch ums Leben kamen. Die Autorinnen ließen sich von diesem mystischen Ort zu ihrem Drehbuch inspirieren. Annette Hess meinte: „Beim Anblick des Berg Ith fragt man sich zwangsläufig, ob die Rattenfänger-Sage ein Märchen ist – oder ob hier tatsächlich die 130 Kinder der Stadt Hameln verschwunden sind. Und ob deren Gebeine vielleicht heute noch im Berg zu finden sind. Aus dieser beklemmenden Frage entwickelten wir die Idee für ‚Die Toten von Hameln‘.“ Christiane Hess ergänzte: „Die Figur des begnadeten Verführers, der Einzelne, ihre Kinder, eine ganze Stadt oder gar die Allgemeinheit ins Verderben führt, ist eine zeitlos bedrohliche Erscheinung. Auch in unserem Drehbuch erzählen wir nicht nur von dem einen ‚Rattenfänger‘.“

## Rezeption

### Veröffentlichung, Einschaltquote
Bei seiner Erstausstrahlung am 18. Mai 2014 im Programm von ZDFneo wurde der Film von 4,72 Millionen Zuschauern eingeschaltet. Der Marktanteil lag bei 16 Prozent. Am 19. Mai 2014 lief der Film zur Hauptsendezeit erstmals im ZDF.
Studio Hamburg Enterprises gab den Film am 2. Oktober 2014 auf DVD heraus.

### Kritik
Auf der Seite TV Spielfilm zeigte der Daumen nach oben, für Humor und Anspruch bekam der Film einen von drei möglichen Punkten und für Spannung zwei. „Ein clever um die Rattenfängersage gestrickter Mysterythriller mit Bjarne Mädel als Johannas Ex“, wertete die Redaktion. Fazit: „Suggestiv bebildertes Psychorätsel.“
Rainer Tittelbach von tittelbach.tv gab dem Film vier von sechs möglichen Sternen und stellte fest: „‚Die Toten von Hameln‘ ist eine gewagte Mixtur aus Mythos und Wirklichkeit, die besser funktioniert als andere Mystery-Dramen. Als Zuschauer fühlt man sich weniger manipuliert und die Schauspieler sind eine Klasse für sich.“ Weiter führte der Kritiker aus: „Mag diese Mixtur aus Mythos und Wirklichkeit noch so gewagt erscheinen, mögen mit den grundverschiedenen Genres auch die diversen Motive und Handlungstränge (psycho)logisch nicht immer kompatibel sein – so nimmt die Erzählung einen doch von Beginn an gefangen. Die Autorinnen vermengen viel, aber sie türmen nicht blind aufeinander, sondern schichten die Motive achtsam nebeneinander. […] Einer Julia Koschitz, einem Bjarne Mädel, einem Matthias Habich und einer Ruth Reinecke folgt man nun mal lieber auf eine modern mystische, von Intuition und Erinnerungsbildern angetriebene Reise in die teutsche Vergangenheit als anderen.“
Hans Hoff bewertete den Film in der Süddeutschen Zeitung und meinte, „auch der Dümmste“ merke „nach wenigen Minuten, dass es in Hameln nicht mit rechten Dingen“ zugehe. Es sei ja schon „so etwas wie eine Wohltat, wenn ein deutscher Fernsehfilm mal ohne das übliche Krimigewese“ auskomme, führte der Kritiker weiter aus. Die von den Autorinnen Annette und Christiane Hess verschachtelt geschriebene Geschichte sei dem Regisseur Christian von Castelberg „offenbar zu kompliziert“ erschienen, „um sie dem auf 08/15-Krimis abonnierten ZDF-Publikum einfach so zumuten zu können“. Deshalb werde „das Mysteriöse kurzerhand in visueller Überdosis serviert“. Man ahne „indes sehr bald, dass alle irre sind, nur die Irre nicht“. Julia Koschitz spiele diese Johanna „sehr tapfer“. Sie könne „gut diesen bedrohten Blick aussenden, die schmalen Schultern zusammenziehen und sich als Opfer inszenieren. Gegen die Überinszenierung kommt sie aber nicht an“. Da „gehe auch Bjarne Mädel, der ihren Polizeifreund spielt, gnadenlos unter. Selbst der gestandene Matthias Habich“ habe „als Johannas undurchsichtiger Vater nicht den Hauch einer Chance“. Man ahne am Ende, „wie gut die Geschichte hätte funktionieren können, wenn man mit ein bisschen mehr Vertrauen an sie herangegangen wäre, wenn man das Mysteriöse langsam aus dem Normalen heraus entwickelt und nicht gleich zu Anfang marktschreierisch verschleudert hätte“.
Hendrik Steinkuhl stellte in der Neuen Osnabrücker Zeitung fest: „Was das ZDF heute um 20.15 Uhr mit ‚Die Toten von Hameln‘ anbietet, ist von Qualitätsfernsehen weit entfernt. Dass der Fernsehfilm auch noch lauter Unfug über das Dritte Reich verbreitet, macht ihn für die preisgekrönte Drehbuch-Autorin zu einem Debakel.“ Der Kritiker stieß sich besonders daran, dass dem Zuschauer suggeriert werde, dass auch Angehörige der Jahrgänge 1931/1932 zu „Hitlers letztem Aufgebot“ gehört hätten. Davon sei nämlich in „keinem Geschichtsbuch die Rede“. Der befragte Historiker Hans-Ulrich Wehler meinte, dass der Film dem historischen Volkssturm ohne Not drei Jahrgänge hinzudichte und sich nach dieser Geschichtsschreibung auch 12- und 13-jährige den Alliierten entgegenstellen mussten, sei „völliger Unfug“. Steinkuhl war der Ansicht, dieses Urteil dürfe „für den ganzen Film gelten“. Auch wenn es sich bei dem Film „natürlich um Fiktion“ handele, seien erstens „die Aussagen über das Dritte Reich zu nahe an der Realität, um vom Publikum als nicht verlässlich erkannt zu werden“. Und zweitens sei es „schlicht peinlich, das dunkelste Kapitel der deutschen Geschichte mit schlechten Märchen anzureichern, nur um einem Filmbürgermeister a. D. einen Grund dafür zu geben, sich erst hochdramatisch seiner Tochter zu offenbaren und danach noch zu erschießen“. Ein „solcher Blödsinn“ besudele „die Filmografien einiger großartiger Schauspieler. Neben Julia Koschitz“ sei das „vor allem Bjarne Mädel“. Der bereits im August 2012 gedrehte Film habe bestimmt nicht ohne Grund fast zwei Jahre beim ZDF herumgelegen. Die ZDF-Verantwortlichen hätten ihn klugerweise einfach vergessen sollen.
Ähnlich sah das auch Oliver Jungen, der in der Frankfurter Allgemeinen schrieb: „Das ZDF legt die Sage vom Rattenfänger von Hameln neu auf und hat dafür erstklassige Schauspieler engagiert. Der Film ist trotzdem einer der plattesten Mystery-Psycho-Streifen geworden, den wir je sahen.“ Im Vergleich zu dem, was Christian von Castelberg aus dem Rattenfängerstoff gemacht habe, sei „die Sage über den Flötenspieler vom Berge Ith allerdings von geradezu leuchtender Klarheit“, betonte Jungen. „‚Die Toten von Hameln‘, immerhin ‚Fernsehfilm der Woche‘, dürfte einer der plattesten Mystery-Psycho-Streifen sein, den der (wahrlich nicht verwöhnte) deutsche Flachbildschirm je gesehen hat, und das – notabene – bei erstklassiger Besetzung“.
Ulrike Cordes sprach im Stern von einer ziemlich gewagten Mischung aus Fiktion und Politik, Psychologie und Familiendrama, Historie und modernem Alltag. Zunächst wirke der Film der Hess-Schwestern konstruiert, entlegen und befremdend, könne den Zuschauer jedoch bald mehr und mehr in seinen Bann ziehen. „Ein fundiertes Schauspieler-Quartett, Regisseur Christian von Castelberg […] als Meister sinnfälliger Suggestion und nicht zuletzt Kamerafrau Eeva Fleig mit stimmungsvollen Aufnahmen von nebligen Waldeshöhen und fachwerkstädtischer Enge machen aus dem Film vor allem einen Beitrag zur Verstrickung von Nationalsozialismus und Familienschicksal.“